# Unité pour le Chili
Unité pour le Chili (en espagnol : Unidad para Chile, abrégé en UdC) est une coalition politique gouvernementale et électorale chilienne de gauche à centre gauche fondée le 6 novembre 2022 à l'initiative du président Gabriel Boric, pendant son gouvernement.
Entre 2022 et 2025, la coalition se nomme Alliance gouvernementale (en espagnol : Alianza de Gobierno) et regroupe les deux coalitions d'Approbation dignité et du Socialisme démocratique, puis les partis Front large, PCCh et FREVS à partir de 2024 et la disparition d'Approbation dignité. Ils sont tous membres du gouvernement Boric.
Le 30 avril 2025, l'ensemble des partis membres décident de poursuivre l'unité issu du gouvernement sortant de Gabriel Boric et renomment la coalition "Unité pour le Chili" pour la primaire présidentielle de la même année, reprenant le nom de la liste donnée lors des élections constituantes de 2023, ou la coalition était divisée. 
Le dirigeant de la coalition est le président Gabriel Boric.

## Contexte

### Élection présidentielle et parlementaires
En mars 2021, la coalition d'Approbation dignité a tenue une primaire interne de la coalition pour désigner le candidat de la gauche à la présidentielle entre les deux coalitions du Front large et Chile Digno (es), l'élection devant départager Gabriel Boric et Daniel Jadue.
À l'issue de la primaire d'Approbation dignité, Gabriel Boric, soutenu par le Front large, est élu en juillet 2021 avec 60% des suffrages exprimés comme candidat unique de la gauche à la présidentielle de décembre 2021.
Lors des élections parlementaires en novembre 2021, la gauche radicale d'Approbation dignité et le centre-gauche du Nouveau Pacte Social (es) présentent des listes séparées.

### Victoire et constitution du gouvernement Boric
La candidate démocrate-chrétienne du Nouveau Pacte Social (es) Yasna Provoste échoue au 1er tour et obtient seulement 11,60%, certains partis de la coalition du centre-gauche décidant de soutenir Gabriel Boric pour le second tour, élu avec 55% des suffrages.
Néanmoins, Gabriel Boric ne peut gouverner seul, sa coalition d'Approbation dignité n'ayant élu que 37 députés sur 155, et 5 sénateurs sur 50. Les membres de la coalition du Nouveau Pacte Social (es) (sauf le PDC) décident de créer une nouvelle coalition souhaitant soutenir Boric et son prochain gouvernement.
Cette nouvelle coalition du Socialisme démocratique, est créée en décembre 2021 et la présence de ministres de centre-gauche au sein du gouvernement est confirmée en janvier 2022.

## Historique

### Formation de l'Alliance gouvernementale (2022-2025)

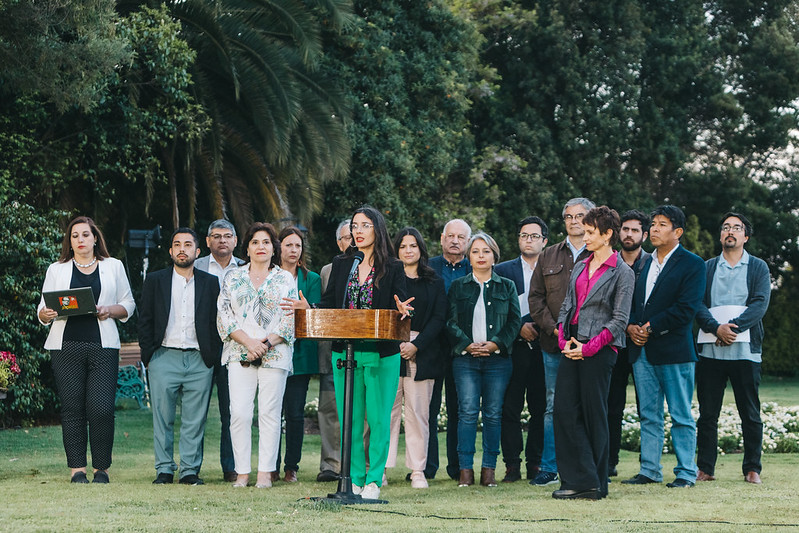
Les dirigeants de la coalition et membres du gouvernement le 6 novembre 2022, annonçant la création de la coalition au palais Cerro Castillo.

Le gouvernement Boric, formé avec les deux coalitions d'Approbation dignité et Socialisme démocratique, deux blocs politiques, ou deux « anneaux concentriques »,, ou « deux âmes »,, comme l'a surnommé la presse et selon la stratégie du président, devant être unis.
Néanmoins, le gouvernement sort affaibli après le non au référendum du 4 septembre, et le président est contraint à un remaniement le 6 septembre, avec un renforcement du Socialisme démocratique et du centre-gauche (PS, PPD) au sein du gouvernement, au détriment de sa coalition d'Approbation dignité, plus radicale.
Le 17 octobre 2022, plus d'un mois après le remaniement, le gouvernement fait face à une difficile coexistence des deux coalitions au pouvoir, et à l'issue d'un comité politique traditionnel entre les dirigeants des partis et les ministres, les deux blocs appellent à un « conclave officiel », afin et de régler des conflits internes et d'analyser la ligne de conduite du gouvernement.
Le conclave a lieu le 6 novembre 2022 au palais présidentiel de Cerro Castillo, où se sont réunis les dirigeants des partis membres et des membres du gouvernement. Le conclave a abouti à la création de l'Alliance gouvernementale, avec la nomination de Gabriel Boric comme président, la création d'un porte-parolat tournant et la création de deux comités politiques, le premier est électoral, chargé de décider de stratégies unies, et le deuxième est programmatique, chargé d'établir un programme commun et une cohésion gouvernementale,.
Le même jour, le président du pays et de la nouvelle coalition Gabriel Boric a détaillé les nouvelles étapes programmatiques qui attendent le gouvernement et la coalition, notamment la réforme des retraites, une réforme de la santé et de l'accès aux soins.
Depuis le conclave du 6 novembre, les comités se sont régulièrement réunis et onze conclaves régionaux ont eu lieu à travers le pays.

#### Divisions pour les élections constituantes de mai 2023
En janvier 2023 débute des négociations pour former une liste unique de la coalition gouvernementale du gouvernement Boric dans le cadre de l'Alliance gouvernementale (Approbation dignité et Socialisme démocratique) et avec le Parti démocrate-chrétien s'y ajoutant.
Le 21 janvier, le Parti démocrate-chrétien et le Parti radical décident de composer une liste pour les élections constituantes uniquement avec les partis de la coalition du Socialisme démocratique (PS, PPD et le PL (es)),.
Le 22 janvier, le lendemain, le Parti libéral (es) au travers de son Conseil national décide également de rejoindre une liste du Socialisme démocratique, sans toutefois exclure une « liste unique du progressisme » avec la coalition d'Approbation dignité. Tandis qu'au Parti socialiste, le dernier parti du Socialisme démocratique n'ayant pas rejoint la liste unique, la présidente annonce que le comité central du parti insiste pour la création d'une liste unique de la coalition gouvernementale au pouvoir.
Le 1er février matin, lors d'une réunion de l'ensemble des partis de la coalition (Approbation dignité et Socialisme démocratique), l'Alliance gouvernementale admet que l'ensemble de la gauche partira avec deux listes distinctes pour les élections, Unité pour le Chili et Tout pour le Chili, malgré les efforts de l'Approbation dignité vers une liste unique de la gauche. Néanmoins le 1er février après-midi, vers 14 heures, Gabriel Boric a réuni les trois présidents du Parti radical, Parti socialiste et le Parti libéral à son domicile pour demander que les trois partis rejoignent la liste officielle du gouvernement. Le lendemain, le 2 février et en réaction à cette réunion, le Parti libéral (es) approuve à 82% de rejoindre la liste gouvernementale de l'Unité pour le Chili.
Le 6 février, les coalitions de l'Unité pour le Chili et Tout pour le Chili se sont inscrits pour les élections constituantes de mai 2023,.

## Composition

### Composition d'Unité pour le Chili (depuis 2025)
| Coalition                 | Coalition               | Parti                    | Président               |
| ------------------------- | ----------------------- | ------------------------ | ----------------------- |
|                           |                         | Front large              | Constanza Martínez (es) |
| Parti communiste du Chili | Lautaro Carmona Soto    |                          |                         |
| Parti démocrate-chrétien  | Francisco Huenchumilla  |                          |                         |
| Socialisme démocratique   | Socialisme démocratique | Parti socialiste         | Paulina Vodanovic       |
| Socialisme démocratique   | Socialisme démocratique | Parti pour la démocratie | Jaime Quintana (es)     |
| Socialisme démocratique   | Socialisme démocratique | Parti libéral (es)       | Patricio Morales        |
| Socialisme démocratique   | Socialisme démocratique | Parti radical            | Leonardo Cubillos       |

### Composition de l'Alliance gouvernementale (2022-2025)
| Coalition               | Coalition               | Parti                                 | Président                |
| ----------------------- | ----------------------- | ------------------------------------- | ------------------------ |
| Approbation dignité     | Front large             | Convergence sociale                   | Diego Ibáñez             |
| Approbation dignité     | Front large             | Révolution démocratique               | Juan Ignacio Latorre     |
| Approbation dignité     | Front large             | Communes                              | Marco Velarde            |
| Approbation dignité     | Chile Digno (es)        | Parti communiste du Chili             | Guillermo Teillier       |
| Approbation dignité     | Chile Digno (es)        | Fédération régionaliste verte sociale | Flavia Torrealba         |
| Approbation dignité     | Chile Digno (es)        | Action Humaniste                      | Tomás Hirsch             |
| Socialisme démocratique | Socialisme démocratique | Parti socialiste                      | Paulina Vodanovic        |
| Socialisme démocratique | Socialisme démocratique | Parti pour la démocratie              | Natalia Piergentili (es) |
| Socialisme démocratique | Socialisme démocratique | Parti libéral (es)                    | Juan Carlos Urzúa        |
| Socialisme démocratique | Socialisme démocratique | Parti radical                         | Leonardo Cubillos        |
| Socialisme démocratique | Socialisme démocratique | Nouveau Contrat (es)                  | Pablo Vidal (es)         |

## Résultats électoraux

### Élections municipales
| Année | Voix      | %     | Rang | Maires    | +/- | Conseillers | +/- |
| ----- | --------- | ----- | ---- | --------- | --- | ----------- | --- |
| 2024  | 3 519 774 | 32,20 | 2e   | 111 / 345 | 39  | 1026 / 2256 | 321 |

### liens externes
- (es) Site officiel